# Moghila, Iambol
Moghila (în bulgară Могила) este un sat în comuna Tundja, regiunea Iambol,  Bulgaria. 

## Demografie
Componența etnică a satului Moghila
     Bulgari (73,74%)
     Romi (18,59%)
     Nicio identificare (7,65%)
     Altele (0%)
La recensământul din 2011, populația satului Moghila era de 457 locuitori. Din punct de vedere etnic, majoritatea locuitorilor (73,74%) erau bulgari, cu o minoritate de romi (18,59%). Pentru 7,65% din locuitori nu este cunoscută apartenența etnică.